# Cohors I Germanorum (Germania)
Dieser Artikel behandelt die in der römischen Provinz Germania superior stationierte Auxiliareinheit Cohors I Germanorum. Zu der gleichnamigen Einheit, die in der Provinz Cappadocia stationiert war, siehe Cohors I Germanorum (Cappadocia). Zu der gleichnamigen Einheit, die in der Provinz Moesia inferior stationiert war, siehe Cohors I Germanorum (Moesia). Das hier angegebene Szenario geht von drei verschiedenen Kohorten mit der Bezeichnung Cohors I Germanorum aus; zu den Einschätzungen von Historikern siehe Cohors I Germanorum.

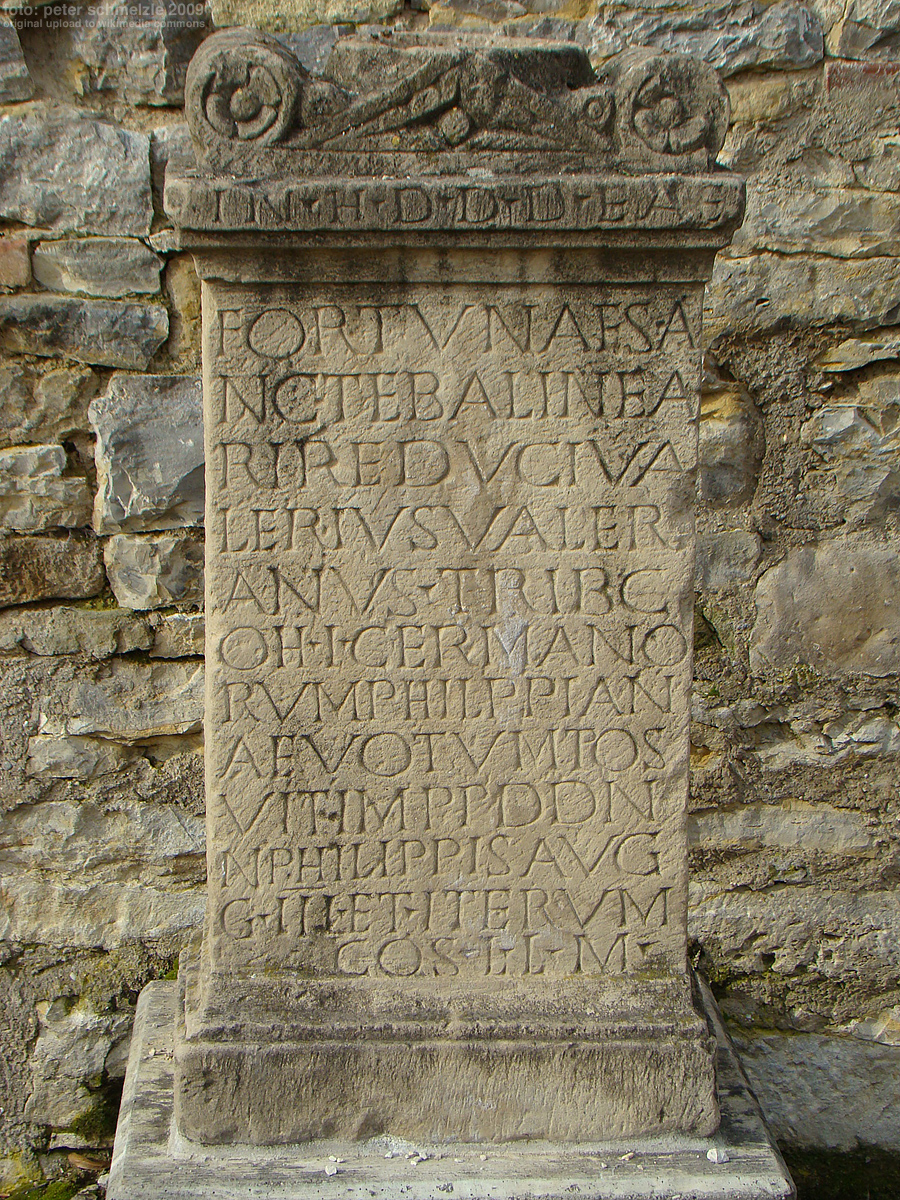
Die Inschrift des Valerius Valerianus

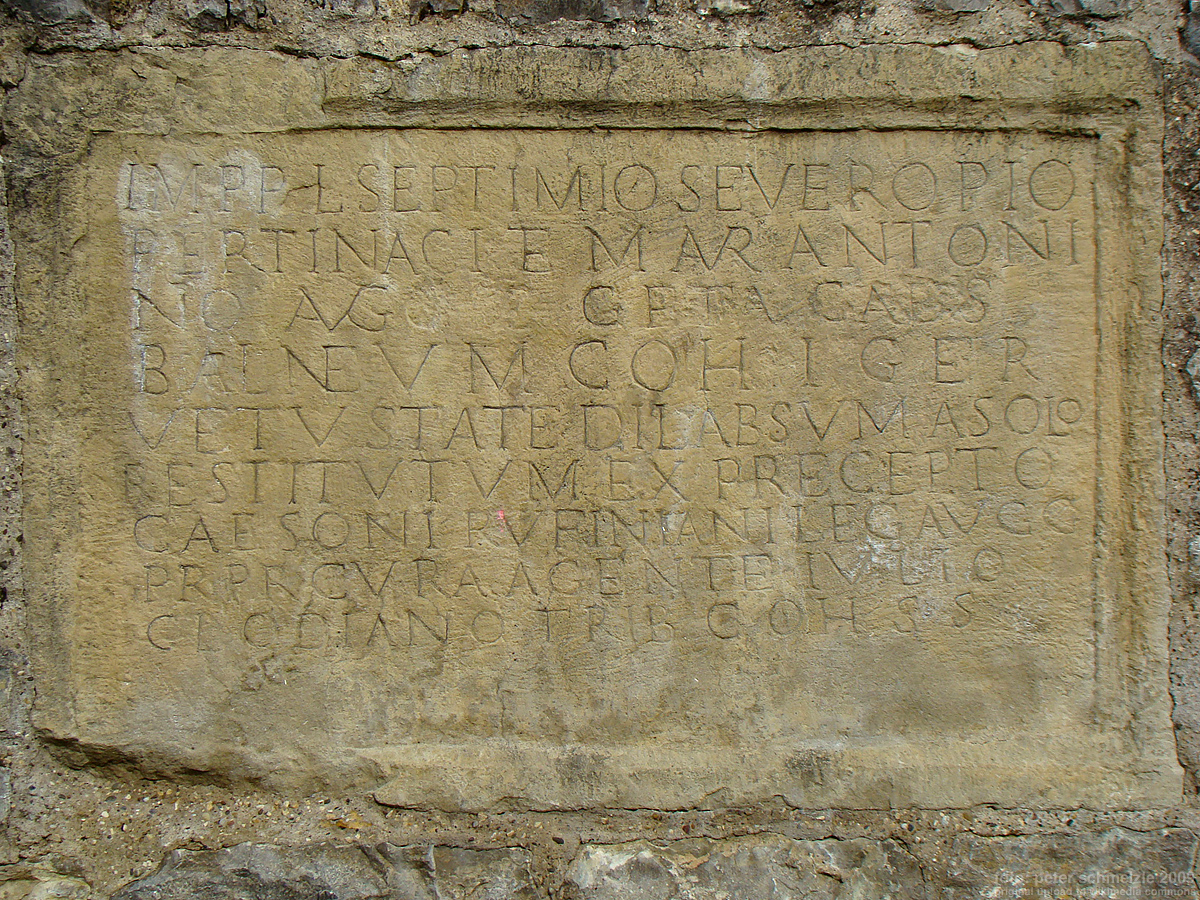
Die Inschrift des Iulius Clodianus

Die Cohors I Germanorum [civium Romanorum] [Alexandriana] [Philippiana] (deutsch 1. Kohorte der Germanen [der römischen Bürger] [die Alexandrianische] [die Philippianische]) war eine römische Auxiliareinheit. Sie ist durch Militärdiplome und Inschriften belegt. In einer Inschrift wird sie als Cohors I Germanica bezeichnet.

## Namensbestandteile
- Cohors: Die Kohorte war eine Infanterieeinheit der Auxiliartruppen in der römischen Armee.

- I: Die römische Zahl steht für die Ordnungszahl die erste (lateinisch prima). Daher wird der Name dieser Militäreinheit als Cohors prima .. ausgesprochen.

- Germanorum: der Germanen. Die Soldaten der Kohorte wurden bei Aufstellung der Einheit aus den verschiedenen Stämmen der Germanen rekrutiert.

- civium Romanorum: der römischen Bürger. Den Soldaten der Einheit war das römische Bürgerrecht zu einem bestimmten Zeitpunkt verliehen worden. Für Soldaten, die nach diesem Zeitpunkt in die Einheit aufgenommen wurden, galt dies aber nicht. Sie erhielten das römische Bürgerrecht erst mit ihrem ehrenvollen Abschied (Honesta missio) nach 25 Dienstjahren. Der Zusatz kommt in den Militärdiplomen von 116 und 129 vor.

- Alexandriana: die Alexandrianische. Eine Ehrenbezeichnung, die sich auf Severus Alexander (222–235) bezieht. Der Zusatz kommt in einer Inschrift[2] vor.

- Philippiana: die Philippianische. Eine Ehrenbezeichnung, die sich auf Philippus Arabs (244–249) bezieht. Der Zusatz kommt in zwei Inschriften[3] vor.

Da es keine Hinweise auf die Namenszusätze milliaria (1000 Mann) und equitata (teilberitten) gibt, ist davon auszugehen, dass es sich um eine Cohors quingenaria peditata, eine reine Infanterie-Kohorte, handelt. Die Sollstärke der Einheit lag bei 480 Mann, bestehend aus 6 Centurien mit jeweils 80 Mann.

## Geschichte
Die Kohorte war in den Provinzen Germania und Germania superior stationiert. Sie ist auf Militärdiplomen für die Jahre 82 bis 134 n. Chr. aufgeführt.
Der erste Nachweis der Einheit in der Provinz Germania beruht auf einem Diplom, das auf 82 datiert ist. In dem Diplom wird die Kohorte als Teil der Truppen (siehe Römische Streitkräfte in Germania) aufgeführt, die in der Provinz stationiert waren. Weitere Diplome, die auf 94/96 bis 134 datiert sind, belegen die Einheit in Germania superior.
Der letzte Nachweis der Kohorte beruht auf einer Inschrift, die auf 248 datiert ist.

## Standorte
Standorte der Kohorte in Germania waren möglicherweise:
| - Kastell Jagsthausen (Jagsthausen): mehrere Inschriften wurden hier gefunden. Durch zwei Inschriften ist belegt, dass Soldaten der Einheit das Badehaus beim Kastell um 198/209 und dann nochmals um 247 renovierten bzw. neu errichteten (siehe auch Römerbad Jagsthausen). | - Kastell Obernburg (Obernburg am Main): eine Inschrift wurde hier gefunden. - Kastell Wimpfen im Tal (Bad Wimpfen): zwei Inschriften wurden hier gefunden. |

## Angehörige der Kohorte
Folgende Angehörige der Kohorte sind bekannt:

### Kommandeure
| - []tius Varus, ein Präfekt (CIL 14, 2960) - Gaius Aetrius Naso, ein Präfekt - Iulius Clodianus, ein Tribun - Publius Aelius Marcianus, ein Präfekt | - P(ublius) Bassilius Crescens, ein Tribun (CIL 14, 160) - Quintus Mamilius Honoratus, ein Tribun - Valerius Valerianus, ein Tribun |

### Sonstige
| - Lucius Petronius Tertius, ein Centurio - M(arcus) Valer(ius) Silvanus, ein Centurio (CIL 13, 1892) | - P(ublius) Acutius Martialis, ein Veteran und ehemaliger Centurio (AE 1955, 00095b) |